# Lieja-Bastoña-Lieja 2013
La 99.ª edición de la clásica ciclista Lieja-Bastoña-Lieja se disputó el domingo 21 de abril de 2013 con salida en Lieja y llegada en Ans, sobre un trazado de 261,5 kilómetros.
La prueba perteneció al UCI WorldTour 2013.
El ganador final fue el irlandés Daniel Martin del equipo Garmin Sharp. Completaron el podio Joaquim Rodríguez del Katusha y Alejandro Valverde del Movistar.

## Recorrido
El recorrido contó con 11 cotas o puertos puntuables, igual que la edición anterior pero con una variante, ya que la penúltima cota no fue la Roche-Aux-Faucons debido a obras de pavimentación en la carretera y fue suplantada por la Côte de Colonster:
| Kilómetro | Nombre                              | Longitud | Pendiente media |
| --------- | ----------------------------------- | -------- | --------------- |
| 70 km     | Cota de Saint-Roch-en-Ardenne       | 2,8 km   | 6,2 %           |
| 116,5 km  | Cota de Saint-Roch                  | 1,0 km   | 11 %            |
| 160 km    | Cota de Wanne                       | 2,7 km   | 7,3 %           |
| 166,5 km  | Cota de Stockeu (Stèle Eddy Merckx) | 1,0 km   | 12,2 %          |
| 172,5 km  | Cota de la Haute-Levée              | 3,6 km   | 5,7 %           |
| 185 km    | Puerto de Rosier                    | 4,4 km   | 5,9 %           |
| 197,5 km  | Puerto de Maquisard                 | 2,5 km   | 5 %             |
| 208 km    | Mont-Theux                          | 2,7 km   | 5,9 %           |
| 223 km    | Cota de la Redoute                  | 2,0 km   | 8,8 %           |
| 244,5 km  | Cota de Colonster                   | 2,4 km   | 6 %             |
| 256 km    | Cota de Saint-Nicolas               | 1,2 km   | 8,6 %           |

## Equipos participantes
Tomaron parte en la carrera 25 equipos: los 19 de categoría UCI ProTeam (al ser obligada su participación); más 6 de categoría Profesional Continental (Accent Jobs-Wanty, Cofidis, Solutions Crédits, Crelan-Euphony, IAM Cycling, Team Europcar y Topsport Vlaanderen-Baloise. Formando así un pelotón de 199 corredores (cerca del límite de 200 para carreras profesionales), de 8 corredores cada equipo (excepto el Topsport Vlaanderen-Baloise que salió con 7, de los que acabaron 148. Los equipos participantes fueron:
| Equipo                           | Cód. UCI | Categoría               |
| -------------------------------- | -------- | ----------------------- |
| Astana Pro Team                  | AST      | UCI ProTeam             |
| Cannondale Pro Cycling           | CAN      | UCI ProTeam             |
| Team Europcar                    | EUC      | Profesional Continental |
| Sky Procycling                   | SKY      | UCI ProTeam             |
| BMC Racing Team                  | BMC      | UCI ProTeam             |
| Katusha Team                     | KAT      | UCI ProTeam             |
| Team Saxo-Tinkoff                | TST      | UCI ProTeam             |
| RadioShack Leopard               | RLT      | UCI ProTeam             |
| Omega Pharma-Quick Step          | OPQ      | UCI ProTeam             |
| Garmin Sharp                     | GRS      | UCI ProTeam             |
| Movistar Team                    | MOV      | UCI ProTeam             |
| Blanco Pro Cycling Team          | BLA      | UCI ProTeam             |
| Cofidis, Solutions Crédits       | COF      | Profesional Continental |
| Lampre-Merida                    | LAM      | UCI ProTeam             |
| FDJ                              | FDJ      | UCI ProTeam             |
| IAM Cycling                      | IAM      | Profesional Continental |
| Lotto Belisol                    | LTB      | UCI ProTeam             |
| Euskaltel Euskadi                | EUS      | UCI ProTeam             |
| Ag2r La Mondiale                 | ALM      | UCI ProTeam             |
| Accent Jobs-Wanty                | AJW      | Profesional Continental |
| Orica GreenEDGE                  | OGE      | UCI ProTeam             |
| Vacansoleil-DCM Pro Cycling Team | VCD      | UCI ProTeam             |
| Topsport Vlaanderen-Baloise      | TSV      | Profesional Continental |
| Team Argos-Shimano               | ARG      | UCI ProTeam             |
| Crelan-Euphony                   | CRE      | Profesional Continental |

## Desarrollo
A los 10 km de carrera se formó la fuga del día, integrada por: Pirmin Lang y Jonathan Fumeaux (IAM), Vincent Jérôme (Europcar), Bart De Clercq (Lotto Belisol), Sander Armée (Topsport Vlaanderen) y Frederik Veuchelen (Vacansoleil-DCM). Estos seis ciclistas llegaron a tener 14 minutos de renta, pero la aceleración en el ritmo del pelotón comenzó a disminuir la brecha.
El ritmo impuesto por los favoritos acabó con la fuga inicial cuando se acercaban a la cota de La Redoute, a los 223 kilómetros de carrera. En el descenso los que lo intentaron fueron Damiano Cunego (Lampre-Merida), David López (Sky), Jakob Fuglsang (Astana), Alberto Losada (Katusha), Rui Costa (Movistar), Mathias Frank (BMC) y Romain Bardet (Ag2r La Mondiale). Lograron una pequeña ventaja pero el trabajo del equipo BMC, los reintegró al pelotón.
En la cota de Colonster hubo algunas aceleraciones de Rigoberto Urán (Sky) y Alberto Contador (Saxo-Tinkoff) que estiraron el pelotón, pero sin mayores consecuencias hasta que Urán, Ryder Hesjedal (Garmin Sharp), Rui Costa, Igor  Antón (Euskaltel Euskadi) Contador y Giampaolo Caruso (Katusha) lograron algunos segundos de diferencia. A 16 km para la meta y cuando comenzó el descenso, Hesjedal atacó en solitario, mientras los restantes 5 fueron cazados por el pelotón a falta de 11 km. El canadiense comenzó a subir la cota de Saint-Nicholas con 20 segundos de renta, pero un ataque del colombiano Carlos Betancur (Ag2r La Mondiale) estiró las filas y junto a Joaquim Rodríguez (Katusha), Daniel Martin (Garmin Sharp), Michele Scarponi (Lampre-Merida) y Alejandro Valverde (Movistar) dieron caza a Hesjedal en la cima de la cota. Mientras el pelotón se fraccionaba en varios grupos, Hesjedal comandaba la fuga de seis en cabeza de carrera manteniendo en 8 a 10 segundos la renta. En el ascenso a Ans y a falta de 1,2 km el que atacó fue "purito" Rodríguez. Scarponi intentó reaccionar pero fue Martin quién le dio caza y a 300 metros de la meta lanzó el ataque final al cual el catalán no pudo responder.
Martin cruzó primero la línea de meta seguido de Rodríguez a 3 segundos y en tercer lugar Valverde a 9 segundos comandando el terceto, con Betancur y Scarponi, cuarto y quinto respectivamente.

## Clasificación final
| Pos. | Ciclista           | Equipo           | Tiempo            | Puntos UCI |
| ---- | ------------------ | ---------------- | ----------------- | ---------- |
| 1.   | Daniel Martin      | Garmin-Sharp     | 6 h 38 min 07 seg | 100        |
| 2.   | Joaquim Rodríguez  | Katusha          | a 3 s             | 80         |
| 3.   | Alejandro Valverde | Movistar         | a 9 s             | 70         |
| 4.   | Carlos Betancur    | Ag2r La Mondiale | m.t.              | 60         |
| 5.   | Michele Scarponi   | Lampre           | m.t.              | 50         |
| 6.   | Enrico Gasparotto  | Astana           | a 18 s            | 40         |
| 7.   | Philippe Gilbert   | BMC Racing       | m.t.              | 30         |
| 8.   | Ryder Hesjedal     | Garmin-Sharp     | m.t.              | 20         |
| 9.   | Rui Costa          | Movistar         | m.t.              | 10         |
| 10.  | Simon Gerrans      | Orica GreenEDGE  | m.t.              | 4          |

|}